# Muur-Kapelmuur

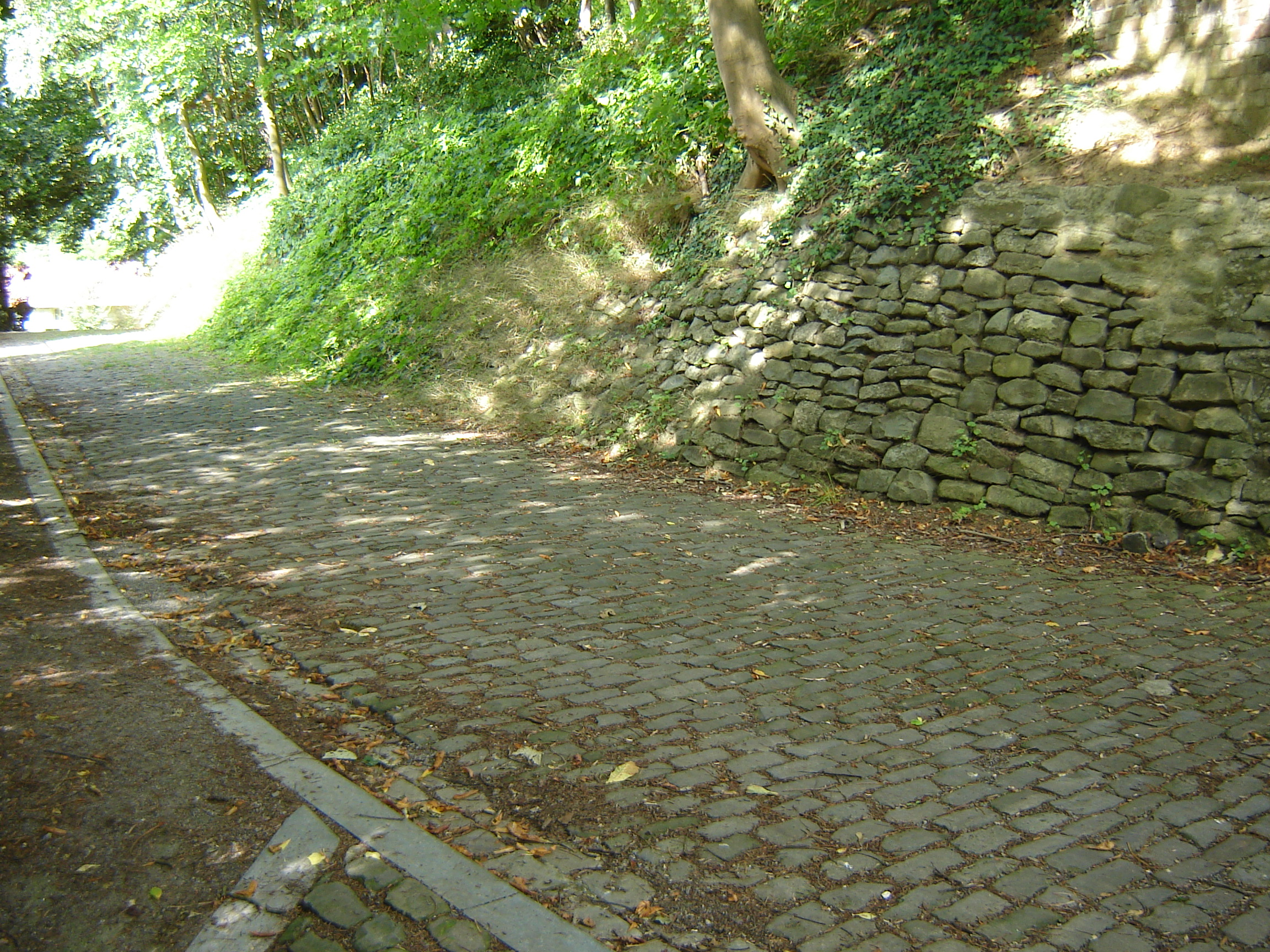
Muur-Kapelmuur, penúltima dificuldade da Volta à Flandres.

O Muur-Kapelmuur (também conhecido como Muro de Geraardsbergen, Muro de Grammont ou simplesmente Muur), é uma colina pavimentada conhecida por albergar, no primeiro domingo de abril, a Volta à Flandres, o segundo das cinco monumentos do ciclismo.
O Muur incluiu-se pela primeira vez na edição de 1950, vencida pelo italiano Fiorenzo Magni.
O muro está localizado em Geraardsbergen (Bélgica) e em realidade é uma pendente muito pronunciada com um desnível de 93 metros à que mal se pode chamar montanha. A pendente começa no centro da localidade e prolonga-se até que se atinge uma capela localizada no alto.
A famosa pendente teve que sofrer o passo do tempo e a renovação se fez a cada vez mais necessária. A 28 de março de 2004, o ministro flamengo de Interior Paul Van Grembergen voltou a abrir o muro após as obras de reparações. O Primeiro ministro Guy Verhofstadt e o presidente da Câmara de Deputados, Herman De Croo também estiveram presentes na reinauguração. O orçamento total da obra foi de 1 256 494 euros.

## História
Realizaram-se grandes ataques nesta ascensão que muitas vezes têm resultado definitivos como pode ser o de Fabian Cancellara a Tom Boonen na edição de 2010

## Ficha técnica
A dificuldade da ascensão em bicicleta incrementa-se como o piso está composto por calçada.
- situação = Flandres (Bélgica)
- departamento = Grammont (Bélgica)
- Comprimento = 475 metros
- pendente média = 9,3%
- maior pendente = 19,8%
- desnível = 93 metros